# Атанас Дончев Петров
Атанас Дончев Петров, по-известен като даскал Атанас Дончев е български учител и революционер, читалищен деятел и политик. Той е съосновател на Белочерковския революционен комитет и е един от най-близките съратници на Бачо Киро. Взема участие в Априлското въстание като десетник в състава на Дряновската чета. След Освобождението развива културно-просветна и политическа дейност.

## Биография

### Семейство и ранни години
Атанас Дончев Петров (1849 г. - 30.VII.1922 г.) е роден в село Мурад бей, наричано още с. Горни турчета (дн. гр. Бяла черква), в Османската империя. Около 1790 г. прадядото и дядото на даскал Атанас Дончев по бащината му линия – Вачо Петров и Петър Вачев Петров, са се преселили от с. Емен, Великотърновско, в с. Мурад бей. Петър Вачев Петров е имал двама сина: Стоян (1813-1849) и Дончо (1815-1879).
А. Стоян Дончев Петров е имал една дъщеря: 
I. Тодора Стоянова Ненова – майка на четирима сина: 1. Цвятко Димитров Ненов – баща на двама сина: а) Иван Цветков Ненов, б) Димитър Цветков Ненов; 2. Никола Димитров Ненов – баща на един син: а) Киро Николов Димитров; 3. Иван Димитров Ненов; 4. Ангел Димитров Ненов – баща на три деца: а) Анчо Ангелов Ненов, б) Елена, в) Цачо Ангелов Ненов.
Б. Дончо Петров Вачев и съпругата му Цона са имали седем деца: 
I. Вачо Дончев Петров баща на пет дъщери: 1. Цона; 2. Кина; 3. Атанаса; 4. Иванка; 5. Гана.
Вачо Дончев Петров е учител и съосновател на читалище „Селска любов“ в Бяла черква.
II. Петър Дончев Петров (Деветаков) – баща на девет деца: 1. Дончо Петров Дончев е имал четирима сина: а) Петър Дончев Петров, б) Славчо Дончев Петров, в) Иван Дончев Петров, г) Владимир Дончев Петров; 2. Иван Петров Деветаков; 3. Стефан Петров Дончев (Киров) – баща на четири деца: а) Борис Стефанов Петров, б) Веселин Стефанов Петров, в) Евгения, г) Пенка.
Стефан Петров Киров е оставил писмени известия за подготовката и участието на семейството му в Априлското въстание (ОДА – В. Търново, записки на Ст. Киров).
4. Борис Петров Дончев е имал един син: а) Петър Борисов Петров; 5. Атанас Петров Дончев; 6. Владимир Петров Дончев е имал един син: а) Атанас Владимиров Петров.
Владимир Петров (Петков) Дончев загива през Балканската война на 06.11.1912 г., край с. Чифлик кьой, Чаталджанско.
7. Кольо Петров Дончев е имал двама сина: а) Георги Колев Петров, б) Илия Колев Петров; 8. Христо Петров Дончев е имал три дъщери: а) Стефана, б) Лиляна, в) Надежда; 9. Неделя.
III. Виша Василева Неделчева – майка на пет деца: 1. Йоаким Василев Неделчев; 2. Елена; 3. Кирил Василев Неделчев; 4. Гана; 5. Георги Василев Неделчев.
IV. Атанас Дончев Петров и съпругата му Атанаса Атанасова Дончева (1844 г. - 11.V.1943 г.) са имали пет деца: 1. Ирина Цанева Личева – майка на четири деца: а) Мария Тодорова Георгиева, б) Илия Цанев Куев, в) Гина Иванова Драгнева, г) Иван Цанев Личев; 2. Геновева Тодорова Ангелова – майка на седем деца: а) Марийка Тодорова Бърдарова, б) Атанас Тодоров Ангелов, в) Ангел Тодоров Ангелов, г) Ирина Тодорова Ангелова, д) Анка Тодорова Янкова, е) Веселина Тодорова Аргирова, ж) Димитър Тодоров Ангелов; 3. Мария Кънчева Колева – майка на пет деца: а) Донка Кънчева Чотукова, б) Трифон Кънчев Чотуков, в) Никола Кънчев Чотуков, г) Кина Кънчева Илиева, д) Петър Кънчев Чотуков; 4. Никола Атанасов Дончев е имал пет дъщери: а) Атанаса Иванова Куева, б) Мария Ганчева Ботева, в) Ирина Илиева Иванова, г) Надежда Николова Грънчарова, д) Живка Иванова Стайкова; 5. Кина Атанасова Кирова – майка на пет деца: а) Емил Григоров Киров, б) Анчо Григоров Киров, в) Боян Григоров Киров, г) Марийка Григорова Мирчева, д) Здравка Григорова Донева.
V. Стоян Дончев Петров е имал една дъщеря: 1. Иванка Стоянова Дончева.
VI. Борис Дончев Петров е имал четирима сина: 1. Атанас Борисов Дончев; 2. Владимир Борисов Дончев; 3. Никола Борисов Дончев; 4. Христо Борисов Дончев.
VII. Трифон Дончев Петров е имал един син: 1. Трифон Трифонов Дончев.
Трифон Дончев Петров (1852-1876 г.) загива през Априлското въстание в сражението в лозето на Дряновския манастир в нощта на 7-ми срещу 8-ми май 1876 г. 
Атанас Дончев Петров получава началното си образование в периода 1863-1867 г. в Бяла черква, където негов учител е Бачо Киро. По настояване на Бачо Киро, Атанас продължава образованието си в търновското класно училище при учителите Никола Гранитски, Тодор Шишков и Богдан Горанов, където в продължение на две години (1869-1871) негови съученици са Стефан Стамболов, Иван Панов Семерджиев, Филип Симидов, Михаил Сарафов, Александър Людсканов и др. По време на престоя си в Търново, Атанас Дончев се свързва с представителите на Търновския революционен комитет: Христо Иванов – Книговезеца, отец Матей Преображенски – Миткалото, Христо Караминков – Бунето, Сава Пенчев и др. От този период датира и познанството му с Ангел Кънчев – помощник на Васил Левски. 
През 1871-1872 г. Атанас Дончев работи като учител в общественото училище в Бяла черква.

### Участие в национално-освободителното движение
На 28 февруари 1872 г. апостолите Ангел Кънчев и отец Матей Преображенски основават Белочерковския революционен комитет в къщата на дядо Дончо Петров и сина му даскал Атанас Дончев. На събранието са присъствали: Бачо Киро Петров, Васил Неделчев, Атанас Дончев, поп Гавраил (брат на Бачо Киро), Анчо Ангелов, Георги Несторов, Димитър Коевцалията, Тодор Пенчев и Георги Илчев. Била е прочетена „Наредата“ на Васил Левски и участниците в събранието са положили клетва. За председател на комитета е избран Бачо Киро. Ангел Кънчев е пренощувал в дома на дядо Дончо Петров и рано сутринта на следващия ден е заминал за Русе, като е бил изпратен на 2-3 км извън селото от даскал Атанас Дончев.
Освен за председател на комитета, Бачо Киро е бил избран и за районен апостол, чиято задача е да обикаля околните села и да подканя българското население към въоръжена борба, както и да основава още комитети. А учителите Васил Неделчев и Атанас Дончев са били задължени да основават комитети в селата, в които преподават. Даскал Атанас Дончев е трябвало да изпълнява и куриерска служба до Русе, Търново, Ловеч и други места. Той е говорил свободно турски език и в случаите когато е бил спиран за проверка от заптиета е успявал да ги заблуди, че пренася църковни книги.
През същата 1872 г. даскал Атанас Дончев спомоществувателства издаването на книгите: „Повест на изгубеното дете“ и „Приказки“ от отец Матей Преображенски, „Кратки поучения“ от Радион Путянин и „Две тополи“ от Цани Гинчев.
През 1873-1874 г. Атанас Дончев е учител в Ново село, Великотърновско – родното място на отец Матей Преображенски. През този период даскал Атанас и отец Матей основават тайно дружество от 12 души, които са дарили по 100 гроша за строителството на хан в Ново село, в който е трябвало да отсядат пътуващи революционни дейци. Събраната сума е отишла за нуждите на БРЦК в Букурещ.
По решение на Гюргевския революционен комитет от есента на 1875 г., Търново е определен за център на Първи революционен окръг. Цялостната организация по подготовката на предстоящото въстание в Бяла черква е поета от Бачо Киро и най-близките му съратници Васил Неделчев, Атанас Дончев (който през 1876 г. отново е учител в родното си село) и др. За комитетските дейци, идващи от окръжния център и от други селища са определени къщи, в които домакините са имали готовност през цялото денонощие да посрещнат дейците, да ги нахранят и укрият. Такъв е бил домът на дядо Дончо Петров и сина му Атанас, където са отсядали отец Матей Преображенски, Стефан Стамболов, Христо Иванов – Големия, Христо Караминков и др. Това е била и една от белочерковските къщи, в която са се леели куршуми по време на усилената подготовка за въстанието.
Стефан Киров (Б.II.3.)– внук на дядо Дончо Петров си спомня:
„...Идваха дома деня; беше през зимата; едни лееха куршуми, а други правеха фишеци. Направен от дърво калъп отдолу нарязан, турнат първо куршума, та малко книга, сипят барут с мярка и слагат пак книга, правят фишеци...“ 
В навечерието на въстанието Бачо Киро, поп Гавраил, Атанас Дончев и Петко Франгов скриват архива на местния революционен комитет под дюшемето на балкона на храма „Св. Вмч. Димитрий“ в Бяла черква, с уговорката, който остане жив след въстанието да извади архива и да го предаде на поколенията.
На 28.04.1976 г. четата излиза от Бяла черква. Стефан Киров разказва:
„Една вечер чичо Атанас стяга коня и туря дисагите на седлото. В единия дисаг туря една делва със сух счукан сухар, а в другия е една мешинена торба – фишеци. Обут в бели навуща, с черни върви препасани, а в пояса нож и револвер, закичен на шията му с червен гайтан и пушка през рамо. Той тръгна като целуна ръката на баба, дядо и всички вкъщи. След него иде чичо Трифон, още по-стегнат; на калпака му перо, и той си зима сбогом.“ 
Даскал Атанас оставя съпругата си Атанаса бременна с второто им дете. 
Четата от 101 четника е поведена от Бачо Киро. От едната му страна е вървял даскал Васил Неделчев, а от другата – даскал Атанас Дончев на кон. Нощта е била тъмна. Завалял е дъжд, а буйната река Росица е придошла. Четниците са преминали на отсрещния бряг с каик (лодка), който е събирал около 15 човека. Конниците са пресекли реката при село Михалци, където са ги чакали още въстаници. Четниците от двете села са се отправили към Мусина. Там са се срещнали с въстаниците от Дичин, Вишовград и Голямо Яларе. На сборния пункт „Локвата на Дочето“ край Мусина са се събрали 187 въстаници. За войвода на четата е определен поп Харитон, а за военен ръководител Петър Пармаков – офицер от руската армия. Даскал Атанас Дончев е определен за десетник.
След полунощ четата тръгва от Мусина към Балкана съобразно приетия план на Търновския революционен комитет. Към тях е трябвало да се присъединят и въстаниците от Габрово. Когато пристигат в Дряновския манастир, четниците, които вече са били следвани от голяма турска потеря, научават, че срещу тях е изпратена редовна турска войска от Габрово. Това ги е принудило да останат в манастира. 
На 29 април привечер въстаниците приемат първото сражение. В Дряновския манастир в продължение на девет дни те водят неравна борба. Манастирът е подпален и силно разрушен от турските оръдия. По тази причина въстаниците решават да предприемат щурм в нощта на 7-ми срещу 8-ми май, в опит да пробият ешелонирания обръч на турската обсада, като преди това изгарят знамето на четата, за да не попадне в плен на врага. Първата и най-многобройна група, която повежда атаката, се ръководи от Петър Пармаков. В нея се включват даскал Атанас Дончев и неговия най-малък брат Трифон. Въстаниците правят опит да пробият обсадата през манастирското лозе, без да знаят, че на това място турците са изградили силно укрепена позиция от два ешелона – каменни гнезда за стрелци и каменната ограда на лозето. За участието на даскал Атанас Дончев в това най-кръвопролитно сражение от Дряновската епопея и последващото му спасение, научаваме от записките и спомените на внучките му Веселина Тодорова Аргирова (Б.IV.2.е.) и Атанаса Иванова Куева (Б.IV.4.а.).
Сражението продължава около три часа като преминава в ожесточена ръкопашна схватка. В разгара на боя даскал Атанас открива брат си Трифон с откъснат крак. Пожелава да го изнесе, но Трифон го убеждава да го изостави, за да спаси себе си, като казва, че съпругата му Гина има само едно дете и лесно ще си намери друг мъж, а съпругата на даскала очаква второ дете и с две деца никой няма да я вземе. Братята се прегръщат и се разделят. 
Атанас Дончев достига до река Росица, влачейки след себе си клон с много листа, с който заличава следите си в прясно навалялия сняг. Навлиза в реката подпирайки се на пушката си, но попада в яма, от която се измъква с големи усилия. Излиза на другия бряг далеч от манастира. По спомени на внучката му Марийка Тодорова Бърдарова (Б.IV.2.а.), през тази нощ даскалът получава измръзване и леко е накуцвал с единия крак до края на живота си.
На отсрещния бряг на реката Атанас Дончев се среща с други двама въстаници, но решават да се разделят за по-безопасно.
На следващия ден, изгладнял и изтощен, даскалът забелязва стадо овце и решава да поиска храна от овчарите, но когато разбира, че са турци се отказва и продължава пътя си към с. Ново село. Пристига там през нощта и отива до къщата на своя приятел Косю Иванов – Цигуларя. За да не разлае кучетата не чука на вратата, а започва да драска с нокти по кепенците на прозореца докато стопаните го чуят. Косю Иванов настанява даскал Атанас в помещение, в което отглежда копринени буби, като го скрива под стелажите с бубите зад провесена черга. Когато башибозуци идват да претърся къщата, стопанинът ги моли да не влизат в това помещение „за да не урочасат бубите“. Суеверните турци го послушват и даскалът остава неразкрит.
Косю Иванов преоблечен като турчин и даскал Атанас Дончев преоблечен като кадъна, покрит с фередже, са се отправили към Бяла черква. По пътя са спрени от турски патрул, на който Косю е обяснил, че води кадъната на хекимин (лекар) в Павликени.
В дома си в Бяла черква даскал Атанас първоначално за кратко се е укривал в дупка изкопана под тезека, легнал между две рогозки. След това се е преместил в яма изкопана в долната част на двора, върху която са поставяли голям кошер. Прекарвал е дните в ямата, а нощем е излизал, за да се раздвижва. Къщите на въстаници всеки ден са били претърсвани от башибозуци, понякога по 2-3 пъти.
Дядо Дончо Петров често е канил кехаята в двора си. Чувайки разговорите им даскал Атанас е научавал какво се случва из селото.
По спомени на племенника му Стефан Киров, когато Атанас Дончев е узнал за предателството на Бачо Киро се е въоръжил и е поискал да излезе, за да убие предателите, а роднините му едва са успели да го задържат и разубедят.
Атанас Дончев се укрива в дома си в Бяла черква в продължение на почти четири месеца. През този период води тайна кореспонденция с други оцелели въстаници, с които правят планове да емигрират в Румъния. През м. август 1976 г. с помощта на Христо Бръчков от Свищов, даскал Атанас Дончев се прехвърля с лодка в Гюргево. Остава там в продължение на единадесет месеца, работейки в пекарна за хляб. На 15.VI.1877 г. се завръща в България заедно с руската армия. Установява се в родната Бяла черква, като изразява съжаление, че не може да продължи борбата заради влошеното си здраве.

### Културно-просветна и политическа дейност
През 80-те години на XIX в. шестима поборници от Бяла черква се преселват в Павликени. Това са даскал Атанас Дончев, Петър Иванов Тончев, Иван Цвятков Кожухаров, Пенчо Колев Кюркчиев, Иван Марчев Илиев и Тошо Кътев Димитров. С дейността си те оказват силно влияние върху културното развитие на с. Павликени.
Атанас Дончев се преселва със семейството си в Павликени през 1882 г. и започва да преподава в новооткритото местно училище. През 1884 г. е основано културно-просветното дружество „Ройче“. Даскал Атанас е сред основателите. Предполага се, че името на дружеството идва от „роило се“ от първото селско читалище в Бяла черква. На 15.XII.1891 г. на общо събрание, дружеството е преименувано на читалище „Братство“, като сред имената на първите 26 действителни члена отново откриваме белочерковските поборници, сред които е и Атанас Дончев. 
През 1894 г. под ръководството на Никола Габровски в Павликени е създадена организирана социалдемократическа група, един от учредителите на която е даскал Атанас Дончев. На 29 май и 31 юни с. г. Атанас Дончев, заедно със съратника си свещ. Петър Драганов от с. Дъскот и Никола Бакев организират антиправителствени митинги с участието на над 2000 души. Чести гости в дома на даскал Атанас са били депутатите Н. Габровски и Н. Бакев.
През 1901 г. Атанас Дончев е избран за кмет на с. Павликени.
През 1903 г. при разцеплението на БСДП даскал Атанас Дончев застава на страната на тесните социалисти. След Първата световна война в неговия дом се помещава клуба на БКП. За тази му дейност управляващите го лишават за известен период от поборническата му пенсия.
През 1907 г. от печат излиза книгата „История на Априлското въстание“. В том 3 на стр. 396 авторът Димитър Станишев посочва дядо Дончо Петров (бащата на даскал Атанас Дончев), като един от предателите на Бачо Киро. Отец Петко Франгов категорично отрича това твърдение и на свой ред посочва като предатели дядо Дончо Топала и Ангел Д. Бакев.  С цел да се изяснят обстоятелствата около предаването на Бачо Киро, Павликенското околийско учителско дружество провежда анкета. Анкетьори са били учители от селата Михалци, Вишовград, Лесичери и Стамболово. Анкетата е започнала на 3.II.1908 г. и е завършила на 4.IV.1909 г. Разпитани са 70 души, повечето от които съвременници и другари на Бачо Киро.  Сред тях е и даскал Атанас Дончев. Според него:
„... Настроението е било весело след излизането на четата. Естествено след разбиването на манастира и разпръсване на четата у някои, на които момчетата са умрели там се появи недоволство от скръб, но, че е имало някакъв общ упадък в цялото население, не е истина. Властта, както всяка власт, е викала не двама, не трима, а всички бащи на въстаници и никой не е бит или изтезаван, а само са изследвани и заплашвани.“ 
Данните от анкетата са докладвани на събрание на 12.IV.1909 г. Този доклад е отпечатан в брошура под заглавие: „Истината по предаването на Бачо Киро“ през 1910 г. Особено ценни са показанията, които дава хаджи Христо Тодоров, който е посетил Бачо Киро в плевнята на Дончо Топалов и е разговарял с него. Показанията на Димитър К. Рачев разкриват за последния момент, когато Бачо Киро е заловен в колибата си. Тодор Гайдаров разказва за действията на тримата чорбаджии, които повикват Дончо Топалов и отиват при Бачо Киро, за да го заловят и завържат, след което му нанасят побой. Имената на чорбаджиите, които предават Бачо Киро на турските власти са Тошо Франгов, Кътю Димитров и Петър Ненков. 

През 1921 г. малко преди смъртта на даскал Атанас Дончев, отец Петко Франгов публикува прощалното му писмо, написано през 1876 г. и съхранено в скривалището под дюшемето на църквата:
„Долуподписаний същий поданик на проклетото турско и душманско правителство, от 500 години българският народ като му робува. Аз, като негов поданик, съм се надявал да получа някоя добрина за народа си да види и той спокойствие и блага, както съседните нам държавици. Турският султан, като звяр винаги е претоварял измъчения народ. Султанът не защити своите поданици от насилията, които му нанесоха черкезите. Султанът, вместо да улесни и урахати своите поданици, напротив, той докара още душмани от неговия мръсен род да ни мъчи с тях, защото той, като се насити да пие нашата кръв докара тях, като по-жедни дано ни довърши и аз като човек, създаден от природата, надарен с чувство на признателност към измъчения народ, гледах и търпях 25 години и като не можах вече да понеса страданието от турското правителство, сичко вече презрях, та се обявих и нарамих пушка за нашето освобождение. Огорчен от този ненаситен звяр, който носи човешки образ, а работите му зверски. Ние, убедени, че нито с пари ще са откупим, нито с работа ще се отървеме от тежките и претежки данъци, казах, че такъв живот ми омръзна и не мога да гледам таквизи теглила. На мене ли остана да оправям света, когато няма право. Едно ми е мъчно, че оставям две ангелски души, като двете му очи, че то ми е най-много мъчно. Оставям ги да ги преследва душманската нечестива ръка.
Винаги душата ми ще ма смущава.
Но, Боже, прости ма приживе, защото на меня ще тежи този грях.
Невинни мои ангелчета, вас ви оставям на Божието провидение, на Божията съдба. Боже, бъди милостив и запазител и ги наставяй на добър път. Защото за меня няма вече живот. Мен ме дири неприятелска немилостива ръка. Няма какво да се прави тука, трябва да търсиме подкрепа в чуждо отечество, в чужда земя. Става вече почти четири месеца как живея тук скрит в дома си в трап денем, а нощем – отвън по двора. Турците не се минува и ден да не търсят из селото. Не се изкарва с криене, трябва да се дири способ, за да се мине отсреща в Романия. Тези дни си говорихме с Петко Тодоров Франгов, Цачо Ангелов, Димитър Куев, Иван Неделчев, Юрдан Матеев и другите, всякой, както може да минува за Романия. Бог напред, та после ние.
Да не се чудите какви хора сме били, гдето загинаха заради народа си: даскали, попове, орачи – селяни. В тази черкова сме се Богу молили и молебни песни сме пели и нам ни беше мило за чада, за бащи и майки, за братя и сестри. Но за свободата народна да умре човек е още по-добре.
Едно ни е мило, че останахме излъгани, като не добихме свободата.
Кой е крив? Народът, че не въстана като един човек, както беше нагласата и както тръбяха народните апостоли. Въстанаха тук в България: 1. Нашата чета; 2. Ботевата чета; 3. Дюстабановата чета в Габрово и Новоселско, а в Тракия повече въстанаха и там много жертви паднаха за освобождението на България. Какво направихме – ядосахме турците да правят повече зверства, повече обири, повече грабежи и палежи. Биха, клаха, догде да се наситят до върха на своя варваризъм.
През месец май в наше село хванаха Даскал Кира и го обесиха на 28 май в гр. Търново. Даскал Киро, като си дошъл в село в дома на дядо Дончо Топала, му казал: „Дядо Дончо, аз ще се крия някой ден тук и после ще дириме място за по-нататък“.
Дядо Дончо съобщава на Ангел Бакев и тия двамата, уплашени, понеже се намира Даскал Киро в тях, съобщават на чорбаджията но не тайно, а пред дюкените, че Даскала се намира у тях. Тогава чорбаджията Тошо Димитров, епитропът Кътю Димитров и Петър Кръстеолу, отиват при Даскал Кира нощем да се съветват какво да се прави, защото всякой ден търсели из селото.
Даскал Киро, отчаян, защото тия почнали да плачат от преди, но преди да се обади Даскал Киро чрез Ангел Бакев и Дончо Топалов. Чорбаджията, епитропът и Петър се наговорили, че като отиде Даскал Киро в градината си – колибата отвън селото, ще го кажат на селския чаушин. Даскал Киро стоял в колибата си около 2-3 часа до обяд.
Слабост голяма на чорбаджиите, под влиянието на страха, изобаждат го на чаушина, а той, чаушинът, го хваща, та го закарва на Севлиево и оттам – гр. Търново, та го обесват на 28 май 1976 г., заедно с Иванча Панов.
Така ще избесят и нас, ако ни намерят.
Щях да пиша, но мастило няма.
Их, Боже, черква зачука, пък аз да нямам свобода да ида, като съм пазарен певец, как ми се свърши тъй свободата, барим за черкова да ида.
Читателю,
Образи си в какво състояние съм.
Тази книжка да се тури е общото черковно скривалище, гдето са скрити разбудителните писма.
Записвам за вечен спомен аз Атанас Дончев Петровски в Горни-турчета, че може и от моя род да се науми някой да чете и мене да помене, да помене и малкото ми братче Трифона – и той за народ загина в 1876 г. в манастиря Св. Арахангел. Синца Бог да прости кажете и нас двамата братя поменете – Трифона и Атанаса. Прощавайте, днес или утре ще замина за Влашко.

Събота, август 1876 г. с. Горни-турчета		Прощавайте: Атанас Дончев“ 
Даскал Атанас Дончев Петров умира в Павликени на 30.VII.1922 г. на 73-годишна възраст. Погребан е в двора на църквата „Пр. Св. Богородица“, където са погребани и останалите петима белочерковски въстаници, преселили се в Павликени след Освобождението. С Решение №38 по т. 3 от Протокол №7 от 11.IV.1964 г. на Изпълнителния комитет на ГОНС – Павликени, на 1.VI.1964 г. костите на шестимата поборници са пренесени от двора на църквата в обща гробница в парка „Отдих и култура“, като на мястото е издигнат паметник. 
През 1965 г. в имот принадлежал някога на даскал Атанас Дончев е построена сградата на Павликенското читалище. 

### Признание
През 1885 г. даскал Атанас Дончев е награден със сребърен кръст за храброст за участието си в Априлското въстание от княз Александър I. Отец Петко Франгов разказва:
„На 7 май 1885 г. Негово Височество Княз Александър Батемберг, като посети историческото светилище – Дряновския манастир, и като разглеждаше костите и главите на падналите за свободата ратници, просълзено попита Атанаса, който в това време беше там, като член от депутацията на живите поборници в това събитие: „Как така можа да се отървеш жив през толкова турци, като си бил така слаботелесен?“
„Със силата на револвера и ножа и с помощта на Бога се отървах, Ваше Височество.“, отговори наш Атанас.
Княза го потупа по рамото и каза: „Браво, браво!“ и го награди със сребърен кръст „За храброст“.“
Името на даскал Атанас Дончев е записано на мемориалната стена на участниците в Априлското въстание в центъра на Бяла черква, на паметник в местността „Черничака“ – сборното място на Белочерковската чета, на паметна плоча в Дряновския манастир, на паметна плоча поставена на стената на къщата на Кольо Деветаков, която се намира на мястото на къщата на дядо Дончо Петров на ул. „Еделвайс“ №11 в Бяла черква и на паметна плоча поставена на северозападната фасада на читалището в Павликени.  
Улицата зад читалището в Павликени носи името на Атанас Дончев. Улица в Бяла черква е кръстена „Даскал Атанас“.